# Cal Nofre (Castellnou de Bages)
Cal Nofre és una masia situada al municipi de Castellnou de Bages, a la comarca catalana del Bages. Es troba a la falda de la serra homònima.